# Karangasem (distrikt)
Karangasem är ett distrikt i Indonesien (kecamatan).   Det ligger i provinsen Provinsi Bali, i den sydvästra delen av landet, 1 000 km öster om huvudstaden Jakarta. Kecamatan Karangasem ligger på ön Bali.